# Tonnoidea
Tonnoidea é uma superfamília de gastrópodes marinhos (búzios) incluídos no clade dos Littorinimorpha.

## Famílias
A superfamília Tonnoidea inclui as seguintes famílias:
- Família Tonnidae
- Família Bursidae
- Família Laubierinidae
- Família Personidae
- Família Pisanianuridae
- Família Ranellidae
- Família Cassidae